# Обюельвен
Обюельвен  (швед. Åbyälven) — лісова річка на півночі Швеції, у східній Лапландії, протікає через лени Норрботтен і Вестерботтен. Довжина річки становить 150 км (175 км), площа басейну  — 1343,9 км² (1300 км²). Середня річна витрата води — 15,2 м³/с, мінімальна витрата води на день — 1,1 м³/с. На річці побудовано 1 мала ГЕС з встановленою потужністю 2,15 МВт й з середнім річним виробництвом 9 млн кВт·год.
До 1968 року річкою здійснювався сплав лісу.

## Географія
Річка Обюельвен бере початок від озера Евре-Кіккеяуре (швед. Övre Kikkejaure), розташованого в комуні Арвідсьяур лену Норрботтен на висоті 346 м над рівнем моря. Річка тече у напрямку з північного заходу на південний схід. Впадає у Ботнічну затоку Балтійського моря.
Річка утворює кілька водоспадів і порогів, особливо багато — у нижній частині течії.
Більшу частину басейну річки — 75,9 % — займають ліси. Болота й озера займають відповідно 17,3 % та 5,2 % площі басейну.
У річку на всю її довжину на нерест заходять лосось і пструг. До 1996 року риба не могла заходити далі ГЕС. 1996 року на ГЕС було споруджено рибопропускні споруди. Будівництво нових ГЕС на річці заборонено відповідно до Шведського природоохоронного кодексу.